# Метод обертання Якобі
Метод обертання Якобі — це чисельний алгоритм розв'язання повної задачі власних значень для симетричної матриці з дійсних чисел. Названий на честь Якобі, який і придумав цей метод у 1846 році.

## Опис
Метод застосовується до симетричної матриці {\displaystyle A=A^{T}}, і полягає в виконанні ітераційних перетворень, які зводять її до діагонального виду: {\displaystyle \Lambda =UAU^{T}={\mbox{diag}}(\lambda _{i})} — власні числа.
Нехай {\displaystyle A} — симетрична матриця, а {\displaystyle G=G(i,j,\Theta )} — матриця повороту Ґівенса. Тоді матриця:
{\displaystyle A'=G^{\top }AG\,}
симетрична та подібна до {\displaystyle A}.
Елементи матриці {\displaystyle A'} можна обчислити за формулами:
{\displaystyle {\begin{aligned}A'_{ii}&=c^{2}\,A_{ii}-2\,sc\,A_{ij}+s^{2}\,A_{jj}\\A'_{jj}&=s^{2}\,A_{ii}+2sc\,A_{ij}+c^{2}\,A_{jj}\\A'_{ij}&=A'_{ji}=(c^{2}-s^{2})\,A_{ij}+sc\,(A_{ii}-A_{jj})\\A'_{ik}&=A'_{ki}=c\,A_{ik}-s\,A_{jk}&k\neq i,j\\A'_{jk}&=A'_{kj}=s\,A_{ik}+c\,A_{jk}&k\neq i,j\\A'_{kl}&=A_{kl}&k,l\neq i,j\end{aligned}}}
де {\displaystyle s=\sin(\Theta )} та {\displaystyle c=\cos(\Theta )}.
Оскільки вони подібні, то {\displaystyle A} та {\displaystyle A'} мають однакову норму Фробеніуса (суму квадратів всіх компонент), з усім тим, ми можемо обрати таке {\displaystyle \Theta }, що {\displaystyle A'_{ij}=0}, і {\displaystyle A'} має більшу суму квадратів на діагоналі:
{\displaystyle A'_{ij}=\cos(2\theta )A_{ij}+{\tfrac {1}{2}}\sin(2\theta )(A_{ii}-A_{jj})}
Якщо прирівняти до нуля, і провести перетворення:
{\displaystyle \tan(2\theta )={\frac {2A_{ij}}{A_{jj}-A_{ii}}}}
Щоб оптимізувати цей ефект, {\displaystyle A_{ij}} обирають найбільшим за модулем недіагональним елементом, що називають опорним.
Метод Якобі постійно повторює обертання поки матриця не стане майже діагональною. Тоді елементи на діагоналі стають наближеннями власних значень {\displaystyle A}.
Наближені значення власних векторів є стовпцями матриці {\displaystyle U=\prod _{k=1}^{n}G_{k}}.

## Збіжність
Метод збігається, оскільки кожна ітерація зменшує недіагональні елементи.

## Складність
Кожне обертання Якобі працює за {\displaystyle n} кроків, якщо відомий опорний елемент {\displaystyle p}. З усім тим, пошук {\displaystyle p} вимагає перегляд всіх недіагональних елементів матриці.